# Манафов, Равиль Амирович
Манафов Равиль Амирович (род. 22 июня 1985) — казахстанский ватерполист, Мастер спорта международного класса, нападающий «Астаны» и сборной Казахстана.

## Биография

### Клубная карьера
- 4 место в чемпионате России (1) — 2010/11 в составе команды «Астаны»

### Карьера в сборной
- Чемпион Азиатских игр (1) — 2010
- Серебряный призёр Азиатских игр (1) — 2006
- Чемпион Азии (1) — 2012
- Серебряный призёр чемпионата Азии (1) — 2009
- Участник чемпионата мира (2) — 2009, 2011 (лучший результат — 13 место)
- Участник Олимпийских игр (1) — 2012 (11 место)